# Långstjärtad brednäbb
Långstjärtad brednäbb (Psarisomus dalhousiae) är en astiatisk fågel i familjen praktbrednäbbar inom ordningen tättingar.

## Utseende och läte
Långstjärtad brednäbb är en 28 centimeter lång fågel med som namnet avslöjar en lång stjärt. Den är i huvudsak grön, med svart hjässa och gult på strupen samt en gul fläck bakom ögat. Ungfågeln har istället en grön hjässa. Lätet är ett högljutt, genomträngande piu-wieuw-wieuw-wieuw.

## Utbredning och systematik
Långstjärtad brednäbb placeras som enda art i släktet Psarisomus. Den delas in i fem underarter med följande utbredning:
- Psarisomus dalhousiae dalhousiae – förekommer från Himalaya till nordöstra Indien, Myanmar, sydvästra Kina och Vietnam
- Psarisomus dalhousiae cyanicauda – förekommer i sydöstra Thailand och Kambodja
- Psarisomus dalhousiae divinus – förekommer i södra Annam i södra Vietnam
- Psarisomus dalhousiae psittacinus – förekommer på Malackahalvön och Sumatra
- Psarisomus dalhousiae borneensis – förekommer på norra Borneo

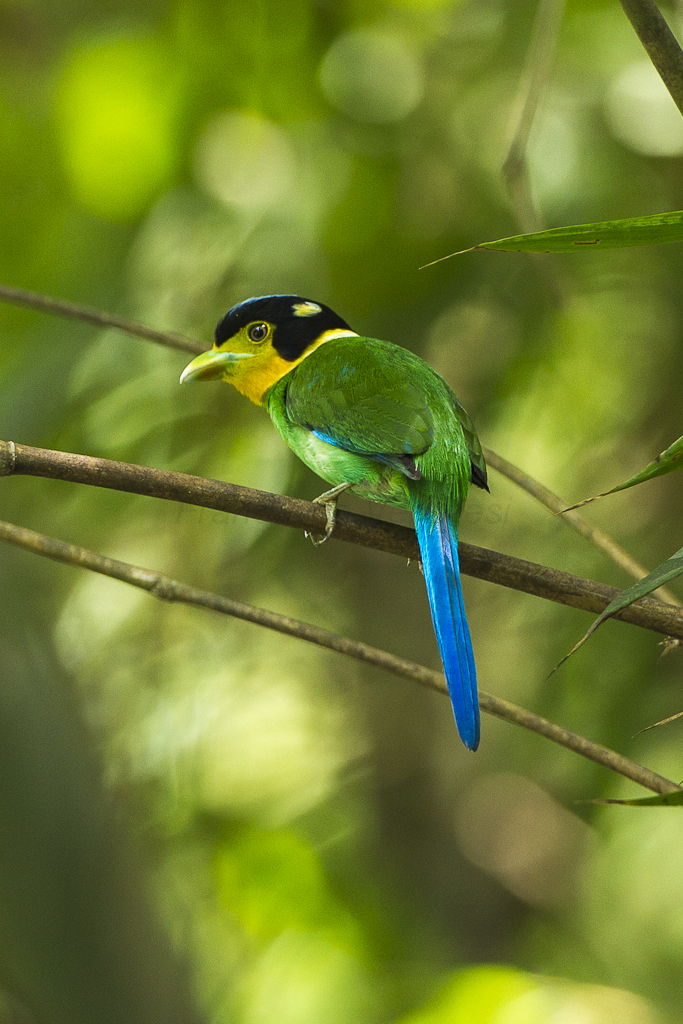
Långstjärtad brednäbb i Kaeng Krachans nationalpark i Thailand.

### Familjetillhörighet
Familjerna praktbrednäbbar (Eurylaimidae) och grönbrednäbbar (Calyptomenidae) behandlades tidigare som en och samma familj, Eurylaimidae, med det svenska trivialnamnet brednäbbar. Genetiska studier visar att de inte är varandras närmaste släktingar.

## Levnadssätt
Fågeln förekommer i en rad olika skogstyper. Den lever nästan uteslutande av ryggradslösa djur, mest insekter. Häckningsbiologin ä rätt okänd, men den har noterats häcka mellan mars och augusti i Indien och från april i Myanmar, men färska ägg funna i augusti. Arten är en stannfågel men har noterats röra sig till lägre nivåer i Himalaya vid dåligt väder.

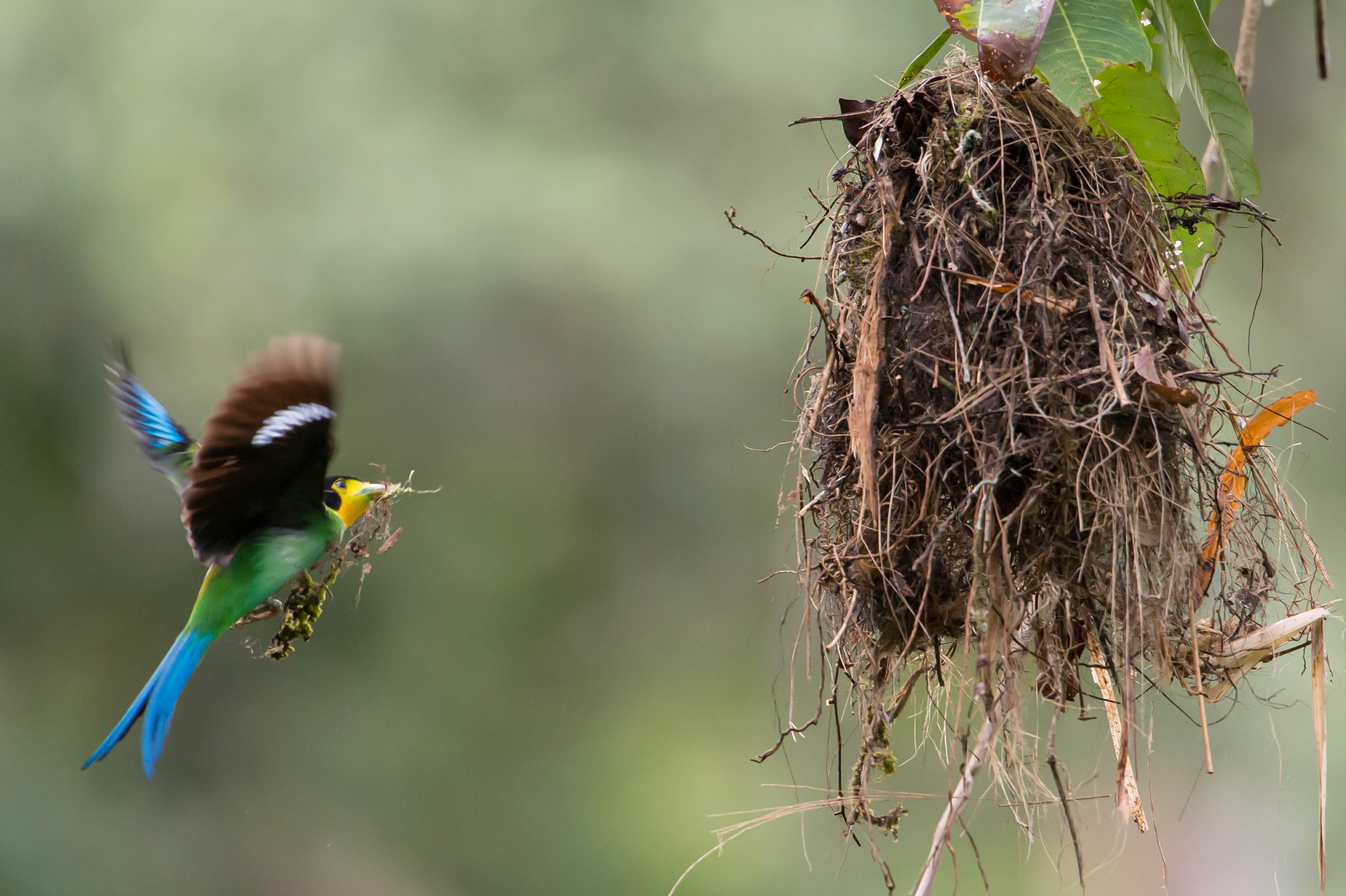
Med byggmaterial i näbben på väg mot sitt bo.

## Status och hot
Arten har ett stort utbredningsområde och en stor population, men tros minska i antal till följd av habitatförstörelse, fragmentering och insamling till fågelbursindustrin. Den minskar dock inte tillräckligt kraftigt för att den ska betraktas som hotad. Internationella naturvårdsunionen IUCN kategoriserar därför arten som livskraftig (LC). Världspopulationen har inte uppskattats men den beskrivs som relativt vanlig i stora delar av utbredningsområdet, men mer sällsynt i nordväst.

## Namn
Fågelns vetenskapliga artnamn hedrar Christina Brown, grevinna av Dalhousie (1786-1839), skotsk växtsamlare gift med George Ramsay, 9:e earl av Dalhousie, överbefälhavare i Ostindien.